# Погода (божество)
Погода, інколи Догода (пол. Pogoda) — у давніх слов'ян, насамперед у поляків, бог гарної погоди, ясних днів, ніжного, приємного вітру, вісник весни. За однією з версій Погода — це чоловік Зимерзли. Уявляли його світлооким, ясночолим веселим парубком у гостроверхій шапці, з-під якої видно бичачі роги. У правиці біля грудей Погода тримає ріг достатку, а в лівій — палицю, що вказує на ранг вищого божества.

## Виноски
1. ↑  Энциклопедический лексикон. [В 17 томах]. Спб., в типографии А.Плюшара, 1835-1841. Том 17. С.63.
2. 1 2 3  Kononenko, A. A. (2008). Slov'i︠a︡nskyĭ svit : ili︠u︡strovanyĭ slovnyk-dovidnyk mifolohichnykh ui︠a︡vlenʹ, viruvanʹ, obri︠a︡div, lehend ta ïkhnikh vidlunʹ u folʹklori i piznishykh zvychai︠a︡kh ukraïnt︠s︡iv, brativ-slov'i︠a︡n ta inshykh narodiv. Kyïv: Asot︠s︡iat︠s︡ii︠a︡ dilovoho spivrobitnyt︠s︡tva "Ukraïnsʹkyĭ mizhnarodnyĭ kulʹturnyĭ t︠s︡entr". с. 177, 188. ISBN 9789668287183. OCLC 259754663.